# Symaithos (Mythologie)
Symaithos (altgriechisch Σύμαιθος Sýmaithos, latinisiert Symaethus) ist ein Flussgott der griechischen Mythologie. Er ist der Flussgott des namensgebenden Flusses auf Sizilien, wahrscheinlich des heutigen Simeto.
Er erscheint in den Metamorphosen des Ovid als Vater der Nymphe Symaithis, die von Faunus Mutter des Akis ist. In der Anthologia Palatina wird er als Vater der Nymphai Symaithides bezeichnet, also als Vater mehrerer Nymphen.